# Boris Ngouo
Boris Ngouo est un footballeur et écrivain camerounais, né le 15 décembre 1984 à Santchou. Fondateur de la marque de vêtements PANTHERS By NBS, il est originaire de Santchou dans la plaine des Mbô, ville située sur la côte ouest du Cameroun, à 445 kilomètres de Yaoundé,.

## Biographie
Repéré au Cameroun, Boris Ngouo est envoyé en Europe par un agent. Passé par l'Allemagne où il fait ses premiers pas de jeune footballeur en occident, Boris Ngouo, se retrouve en France à 19 ans pour y poursuivre sa carrière. Confronté à des agents peu scrupuleux, son histoire est médiatisée en septembre 2003 par le journal L'Équipe, puis par la radio RMC. L'animateur Luis Fernandez, ancien joueur et entraîneur professionnel, le met en contact avec le Red Star 93, club basé à Saint-Ouen en Seine-Saint-Denis, où il se trouve en essai et est engagé sous les ordres de l'entraîneur Azzedine Meguellatti ,. Il y évolue en tant que milieu de terrain défensif jusqu'à la fin de la saison, tout en apprenant le métier de commercial en parallèle ,. 
En septembre 2004, alors qu'il a abandonné ses objectifs de carrière professionnelle, il écrit en collaboration avec Arnaud Ramsay, journaliste de France Football, un livre intitulé Terrain-Miné, préfacé par Marcel Desailly et publié aux éditions Michel Lafon,. En 2007, il crée sa société de textile, PANTHERS By NBS.